# Foolish
"Foolish" é una canção da cantora americana Ashanti, gravada para sue álbum de estreia. Em 2009 a música entrou na Billboard Hot 100 Songs of the Decade lista feita pela Billboard das músicas mais bem-sucedidas da década.

## Faixas e formatos
European CD Single
1. "Foolish" [Radio Edit] - 3:52
2. "Foolish" [Instrumental] - 3:52

Australian/U.S. Maxi single
1. "Foolish" [Radio Edit] - 3:52
2. "Foolish" [Album Version] - 3:48
3. "Foolish" [Instrumental] - 3:51
4. "Foolish" [Video]

UK 5" CD single
1. "Foolish" [Album Version] - 3:48
2. "Unfoolish" [Clean Album Version] - 3:15
3. "Foolish" [Topnotch Remix]
4. "Foolish" [Video]

## Desempenho
| Tabelas musicais (2002)                    | Melhor posição |
| ------------------------------------------ | -------------- |
| Austrália - Australian Singles Chart       | 6              |
| Áustria - Austrian Singles Chart           | 9              |
| Bélgica - Belgian Singles Chart (Flanders) | 9              |
| Bélgica - Belgian Singles Chart (Wallonia) | 7              |
| Países Baixos - Dutch Singles Chart        | 8              |
| França - French Singles Chart              | 2              |
| Alemanha - German Singles Chart            | 6              |
| Irlanda - Irish Singles Chart              | 4              |
| Nova Zelândia - New Zealand Singles Chart  | 8              |
| Suécia - Swedish Singles Chart'            | 2              |
| Suíça - Swiss Singles Chart                | 1              |
| Reino Unido - UK Singles Chart             | 4              |
| Estados Unidos - Billboard Hot 100         | 1              |
| Estados Unidos - Hot R&B/Hip-Hop Songs     | 1              |
| Estados Unidos - Pop Songs                 | 2              |